# Bühlerzell
Bühlerzell è un comune tedesco di 2 127 abitanti,, situato nel land del Baden-Württemberg.